# 大達吉五郎
大達 吉五郎（おおだて きちごろう、1883年（明治16年）8月5日 - 1958年5月31日）は、大阪府出身の元大相撲力士。本名、草野吉太郎。年寄4代大鳴戸。

## 略歴
大阪府東成郡天王寺村（現在の大阪市天王寺区、阿倍野区、生野区、浪速区、西成区の各区に跨る）出身。朝日山部屋に入門し1909年幕下付出で初土俵、1910年（明治43年）夏に十両、1913年（大正2年）春入幕。169センチ、108キロほどの体格で右四つ、やぐら投げを得意とし、1917年春、2枚目で6勝2敗1分1預の成績を挙げ、翌場所小結昇進。1919年（大正8年）夏、3枚目で大関宮城山を破るなど7勝0敗3分と土つかずの成績。翌1920年春に関脇昇進。その後も上位で奮闘したが1922年（大正11年）春、小結で2勝4敗の成績となりこれを最後に引退。その後竜神事件で3代大鳴戸（元凰車）が廃業し、1925年春に年寄大鳴戸を襲名。勝負検査役も務めた。1927年の東西合併で年寄として相撲協会に加入する。その後も長く平年寄で在籍した。1958年74歳で死去。東西合併で加入した大阪相撲の年寄としては最後の在籍者であった。背中に鯉の刺青を入れていたという。

## エピソード
- 1921年頃、病気で巡業を休んでいた大達が途中から一行に合流することになった。三重の桑名の巡業地に「ゲンキニナッタツギノスモウハドコカ」と電報を打つと、「コノチキョウハネダチ アスヨコスカ」と返信。横須賀と考え向かったがどこにも相撲場がない。もう一度どこだと電報を打つと、「キヨウアスヨコスカ スグコイ」と返信。ところが組合の行司が大阪の自宅に打ったから妻は浮気をしてると思いカンカン。一方大達はやけになって料亭で散財。金がなくなり「ワシコノチデマイゴ  100エンスグオクレ」。返信は「シラナイヨ」「ホントニマイゴダ タスケテクレ」「イマシラベル シバラクマテ」。やがて妻から来た手紙によると、横須賀は横須賀でも愛知県幡豆郡横須賀村であった。結局尾張で興行中の一行に追いついたのは家を出て6日後の事だった[2]。